# Francesc Ribas i Sanglas
Francesc Ribas i Sanglas, conegut com a "Quiquet", (Roda de Ter, Osona, 1 de desembre del 1916 - 22 de gener del 2009), fou jugador de futbol del primer equip del FC Barcelona durant la temporada 1939/40, on va ingressar procedent de la Unió Esportiva Vic.
Al llarg de la temporada que va vestir la samarreta del FC Barcelona, Francesc Ribas va disputar 27 partits. Al seu palmarès com a jugador blaugrana hi figura el títol de Campió de Catalunya d'aquella temporada. La seva trajectòria esportiva va continuar al Celta i a l'Horta.
Ja com a veterà del FC Barcelona, no es va voler perdre els actes d'homenatge del centenari del club al Camp Nou a finals del mes d'abril del 1999. L'exjugador blaugrana va sortir al terreny de joc de l'Estadi. Quan es va morir, amb 92 anys, era l'exjugador barcelonista amb més edat.
Al marge de la seva activitat esportiva, Francesc Ribas exercí durant més de 32 anys com a alcalde del seu poble, a les Masies de Roda, d'on era alcalde honorífic.